# Hellufjall (kulle)
Hellufjall är en kulle i republiken Island. Den ligger i regionen Västfjordarna, 170 km norr om huvudstaden Reykjavik. Toppen på Hellufjall är 407 meter över havet. Hellufjall ligger vid sjön Vatnsdalsvatn.
Trakten runt Hellufjall är nära nog obefolkad, med mindre än två invånare per kvadratkilometer. Trakten runt Hellufjall består i huvudsak av gräsmarker.